# Marissa Baks
Marissa Baks (5 december 1998) is een Nederlandse wielrenster die anno 2020 rijdt voor de Nederlandse wielerploeg Biehler Krush Pro Cycling. Baks behaalde in 2019 een tweede plaats in de door Karlijn Swinkels gewonnen eerste etappe van de Ronde van Burgos voor vrouwen.

## Uitslagen in voornaamste wedstrijden
| Jaar | Amstel Gold Race | Le Samyn | Ronde van Drenthe | Brabantse Pijl |
| ---- | ---------------- | -------- | ----------------- | -------------- |
| 2017 |                  | opgave   |                   |                |
| 2018 |                  |          |                   | opgave         |
| 2019 |                  |          |                   | opgave         |
| 2020 |                  |          |                   |                |
| 2021 | opgave           |          | 51e               |                |
| 2022 |                  |          | 70e               |                |
| 2023 | opgave           |          |                   |                |